# Ниргинда
Ниргинда́ (рос. Ныргында, удм. Ныргында) — присілок у складі Каракулинського району Удмуртії, Росія.
Населення — 717 осіб (2010; 704 у 2002).
Національний склад:
- марійці — 90 %